# Жозе-Гонсалвис-ди-Минас
Жозе-Гонсалвис-ди-Минас (порт. José Gonçalves de Minas) — муниципалитет в Бразилии, входит в штат Минас-Жерайс. Составная часть мезорегиона Жекитиньонья. Входит в экономико-статистический микрорегион Капелинья. Население составляет 4833 человека на 2006 год. Занимает площадь 382,863 км². Плотность населения — 12,6 чел./км².

## Статистика
- Валовой внутренний продукт на 2003 год составляет 9 812 409,00 реалов (данные: Бразильский институт географии и статистики).
- Валовой внутренний продукт на душу населения на 2003 год составляет 2057,11 реалов (данные: Бразильский институт географии и статистики).
- Индекс развития человеческого потенциала на 2000 год составляет 0,646 (данные: Программа развития ООН).